# Joseph Gerstner
Joseph Gerstner (* 3. November 1780 in Eichstätt; † 22. August 1854 in München) war ein bayerischer Jurist.
Gerstner war anfangs Landrichter in Greding. Von 1821 bis 1849 war er königlicher Landrichter und Stadtkommissär  in Ingolstadt. Am 14. Dezember 1832 wurde er durch kgl. Genehmigung zum Ehrenbürger von Ingolstadt ernannt.
Er hatte Anteil an der Zeitschrift für Baiern und die angränzenden Länder.